# Hyperolius cystocandicans
Hyperolius cystocandicans är en groddjursart som beskrevs av Richards och Schiøtz 1977. Hyperolius cystocandicans ingår i släktet Hyperolius och familjen gräsgrodor. IUCN kategoriserar arten globalt som sårbar. Inga underarter finns listade i Catalogue of Life.